# John Serry Jr.
Ne pas confondre avec son père John Serry, accordéoniste, organiste et compositeur
John Serry Jr. (né John Serrapica Jr. ; 19 janvier 1954 à New York), est un pianiste et compositeur de jazz, ainsi que le compositeur d'œuvres de musique classique contemporaine pour percussions,,,. Son père est le célèbre accordéoniste/compositeur italien-américain John Serry,. Il s'est fait connaître du public avec ses albums Exhibition (1979), nommé aux Grammy Awards,, Jazziz (1980), Enchantress (1996) et The Shift (2013) chacun salué par la critique. En 2017, il ré-explore plusieurs de ses compositions aux côtés de quelques morceaux inédits dans son cinquième album : Disquisition. Musicien aguerri formé à la Eastman School of Music, John Serry joue du piano, du clavier et des percussions. En tant que tel, il a notamment travaillé sur des concerts de musique classique et sur des comédies musicales de Broadway en plus d'interpréter ses propres compositions. Il vit depuis 2004 en Europe où il joue régulièrement à l'occasion de festivals ou dans des clubs de jazz. 

## Formation et premiers concerts
Fils de l'accordéoniste d'origine italo-américaine John Serry, John Serry Jr. apprend très jeune l'accordéon (à l'âge de quatre ans avec son père jusqu'à l'âge de onze ans) et piano et les percussions et étudie dès son adolescence avec le percussionniste renommé Gordon Gottlieb à Juilliard,,. Durant l'été 1973, il interprète le Concerto pour percussion de Darius Milhaud et, lors d'une tournée européenne avec le Long Island Youth Orchestra, le Concertino pour marimba de Paul Creston. Deux ans plus tard, alors qu'il étudie à la Eastman School of Music, le jury du Notre Dame Jazz Festival, composé notamment de Sonny Rollins et Jack DeJohnette, lui décerne les prix du meilleur pianiste, meilleur compositeur-arrangeur (combo) et, avec le groupe Auracle (alors appelé Inner Vision), le prix du meilleur combo.

## Les débuts à Los Angeles

### Premiers albums:ExhibitionetJazziz
De 1976 à 1987, John Serry vit à Los Angeles. Auracle signe alors chez Chrysalis Records et enregistre Glider (1978), coproduit par le producteur de Miles Davis, Teo Macero. Au piano et au clavier sur l'ensemble de l'album, John Serry compose quatre morceaux. La même année, le groupe joue au Montreux Jazz Festival.
Le premier album solo de John Serry, Exhibition reçoit une nomination aux Grammy Awards (Meilleur arrangement instrumental) pour sa composition Sabotage. Il rassemble alors des musiciens aussi réputés que le batteur Carlos Vega, les bassistes Jimmy Johnson et Gordon Johnson, le saxophoniste Bob Sheppard, le guitariste Barry Finnerty et son ancien professeur Gordon Gottlieb aux percussions.
Son deuxième album, Jazziz, réalisé avec le même groupe que le précédent à la différence de Michael Sembello (guitare) et de Peter Erskine à la batterie, en plus de Carlos Vega, est un succès critique. Il reçoit notamment quatre étoiles de la part du magazine Downbeat Magazine et inspire son titre au magazine Jazziz lancé en 1983 par l'éditeur Michael Fagien.

### Musique classique contemporaine
En 1979, le soliste de marimba Leigh Howard Stevens lui commande une œuvre pour marimba. Le résultat, Rhapsody for Marimba (aka Night Rhapsody), est créé par Leigh Howard Stevens cette année-là au Town Hall de New York. Tandis que la partition est éditée par Marimba Productions en 1980, les premières œuvres classiques de John Serry entrent la même année dans le catalogue Studio 4 : Conversations for Timpani Duo et Duet for Percussion and Keyboards, suivies plus tard par Therapy (pour soliste percussion multiple, 1988). Leigh Howard Stevens lui commandera ensuite le Concerto for Marimba and Wind Ensemble (1987) créé au Kennedy Center, à Washington D.C., avec le Madison University Wind Ensemble et Leigh Howard Stevens comme soliste. En 1985, John Serry est chargé par le percussionniste soliste Steve Houghton de composer le Concerto for Percussion Brass and Percussion (Concerto pour cuivres et percussions) créé en 1985 lors de la Convention internationale de la Percussive Arts Society (PAS). Il reçoit pour cela le troisième prix de la compétition annuelle de la PAS. En 2009, un consortium international de solistes de marimba, organisé par Ji Hye Jung, lui commandera une nouvelle œuvre solo pour marimba. Le résultat, Groundlines, est créé par Ji Hye Jung lors de la Convention internationale de la PAS de 2010.
En 1986, il révise Intrusions, une partition pour 10 percussionnistes, pour une représentation au Aspen Music Festival dirigée par Jonathan Haas. L'œuvre est également jouée au Alice Tully Hall du Lincoln Center for the Performing Arts, à New York, par le Juilliard Percussion Ensemble sous la direction de Roland Kohloff, deux ans plus tard.
En tant que musicien, il est percussionniste principal sur la Sonate pour deux pianos et percussion de Bartók jouée par California Chamber Symphony, à Los Angeles, en 1985, avec Gordon Gottlieb et les pianistes John et Antoinette Perry. Durant cette période, John Serry joue également comme pianiste et dirige son groupe sur ses compositions dans de nombreux clubs de jazz, dont The Light House, Donte's, The Baked Potato, Carmello's et le Laguna Beach Jazz Festival. Le critique de jazz Leonard Feather écrit dans le Los Angeles Times que venir écouter John Serry est « recommandé sans réserve ».
En 1988, il arrange plusieurs œuvres de Giovanni Gabrieli pour Canadian Brass, notamment pour leur album Gabrieli / Monteverdi (1989 Sony / CBS).

### Audiovisuel
À Los Angeles, John Serry joue du piano et du clavier pour des bandes-son de films (par exemple, The Stunt Man, Vegas). De 1981 à 1987, il compose pour de nombreux films documentaires et d'entreprise, produits pour la plupart par Armand Hammer Productions et plusieurs fois lauréats des prix Cine Golden Eagle (par exemple, From the Garden of the Middle Kingdom, 1982). En 1983, il est en tournée aux États-Unis en tant que pianiste avec le quintette de Doc Severinsen, Xebron. De 1983 à 1985, il compose la musique pour les vidéos des pièces de Shakespeare produites par Bard Productions, The Tempest (avec Efrem Zimbalist II), Othello (avec William Marshall et Jenny Agutter) et Antony and Cleopatra (avec Lynn Redgrave et Timothy Dalton).

## Période new-yorkaise

### Enchantress
John Serry retourne à New York en 1991. Il y reçoit le Grand Prix du concours Keyboards on Fire  organisé par le magazine Jazziz en 1995 (le jury compte Dave Brubeck et Bob James) avant d'enregistrer son troisième album. Réalisé avec le batteur John Riley, les saxophonistes Gerry Niewood et Ralph Bowen et le bassiste Tom Brigandi, Enchantress reçoit un accueil critique très favorable. Downbeat Magazine et Jazz Times saluent autant son sens de la mélodie et ses idées que sa technique tandis que Jim Aikin se réjouit dans Keyboard de son originalité confirmée par ce troisième album.

### Entre Broadway et les clubs de jazz
À New-York, il rejoint le monde de Broadway comme pianiste, claviériste et percussionniste. Il travaille alors sur des spectacles comme Saturday Night Fever ou Cats au Radio City Music Hall, ou encore Les Misérables. Plus tard, dans les années 2000, il participe aux tournées européennes de Fame, Grease et de Saturday Night Fever. Il est également directeur musical et pianiste sur la comédie musicale Swing, basée la musique de Duke Ellington et de Glenn Miller, entre autres, produite par Gateway Playhouse. Par ailleurs, il poursuit sa carrière de musicien classique. En 1992, il est aux percussions sur Les noces de Stravinsky joué au Lincoln Center et dirigé par Robert Craft puis enregistré sous le label Musicmasters.
Durant cette période, il joue aussi avec son quatuor dans de nombreux clubs de jazz dont The Blue Note, Birdland, Visiones, Steinway Hall et d'autres. Ses groupes incluent des musiciens aussi variés que les batteurs John Riley et Marvin « Smitty » Smith, les saxophonistes Gerry Niewood, Ralph Bowen et Ted Nash, les bassistes Anthony Jackson et Tom Brigandi et le percussionniste Gordon Gottlieb.

## Période européenne

### Londres:The Shift
En 2004, John Serry déménage à Londres où il forme un quatuor avec le saxophoniste Dave O'Higgins, Mark Mondesir à la batterie, Sam Burgess et Mike Mondesir, respectivement à la basse acoustique et à la basse électrique. Le groupe se produit plusieurs fois au 606 Club, à Chelsea, et dans d'autres lieux. En 2006, ils enregistrent l'album The Shift, mais ce n'est qu'en 2013 que celui-ci est édité, par SPCo Records après un remix à Bologne, en Italie. La réception critique est bonne. Le site All Jazz Sax écrit : «The Shift affirme que Serry est un excellent musicien et compositeur d'un jazz dense et direct ».
En tant que musicien, il donne un concert de piano solo et duo à Covent Garden (Floral Hall) avec le pianiste Julian Joseph en 2005, diffusé par BBC Radio 3 dans l'émission Jazz Legends Live. Au piano, il joue aussi avec Patti Austin et BBC Big Band (à Venise, en Italie), en tournée en Europe avec Kyle Eastwood et avec The 606 Big Band à Londres.

### Espagne, République tchèque, Italie
En 2006, John Serry s'installe à Valence, en Espagne, où il travaille sur un livre et donne quelques concerts, notamment au Conservatorio de Musica Josep Climent. Plus tard, il se rend à Prague pour jouer ses compositions avec un groupe de musiciens tchèques rassemblés par le guitariste Adam Tvrdy. Il se produit dans plusieurs clubs de jazz et salles de concert dont à Reduta, à Agharta et dans différentes villes tchèques.
Depuis 2009, il joue dans toute l'Italie, principalement à Bologne et en Émilie-Romagne, où son trio se compose du batteur Bruno Farinelli et du bassiste Paolo Ghetti. Ils réinterprètent ensemble ses compositions en y apportant différentes variations, ce qui fait l'objet d'un cinquième album, Disquisition, sorti en décembre 2017. John Serry Jr. est le seul compositeur et pianiste principal de toutes les chansons de l'album Disquisition, notamment : Disquisition, Monody, Dance One, The Shift, Enchantress, Two Too Blues et The One,,. Le morceau éponyme, inédit, est joué le 16 décembre sur BBC Radio 3 lors de l'émission Jazz Line-Up.

## Carrière universitaire
De 1988 à 1991, John Serry enseigne la musique et le jazz à l'Université de Caroline du Sud. Durant cette période, il révise le programme des bachelors et des masters spécialité Jazz, forme et dirige des concerts d'orchestre de jazz et produit des festivals avec des artistes invités comme Marian McPartland, Bill Watrous ou Bob Sheppard, entre autres.
Par ailleurs, il a donné des cours, des séminaires, des masterclasses et des ateliers et entraîné des ensembles dans plusieurs écoles de musique et institutions comme Juilliard, l'université de New York, la Royal Academy of Music de Londres, l'université du Wisconsin-Whitewater, l'université d'État de Wichita, l'université de Cardiff, au Musicians Institute, à Los Angeles, ou encore à la Music Academy 2000, à Bologne.

## Discographie
- 1979 : Exhibition (Chrysalis Records)
- 1980 : Jazziz (Chrysalis Records)
- 1996 : Enchantress (Telarc)
- 2013 : The Shift (SPCo Records)
- 2017 : Disquisition (SPCo Records)